# Gilardihaus

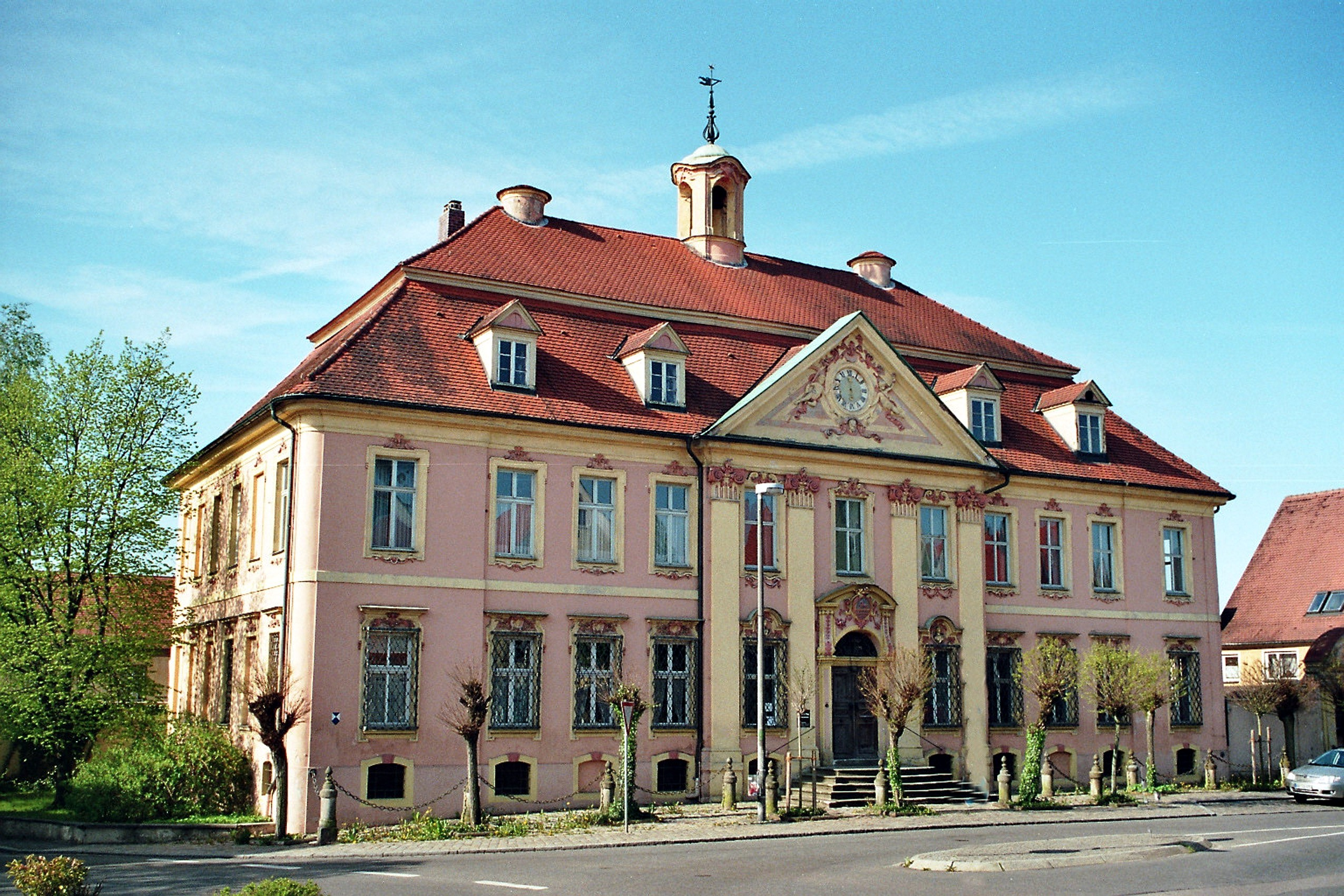
Gilardihaus in Allersberg

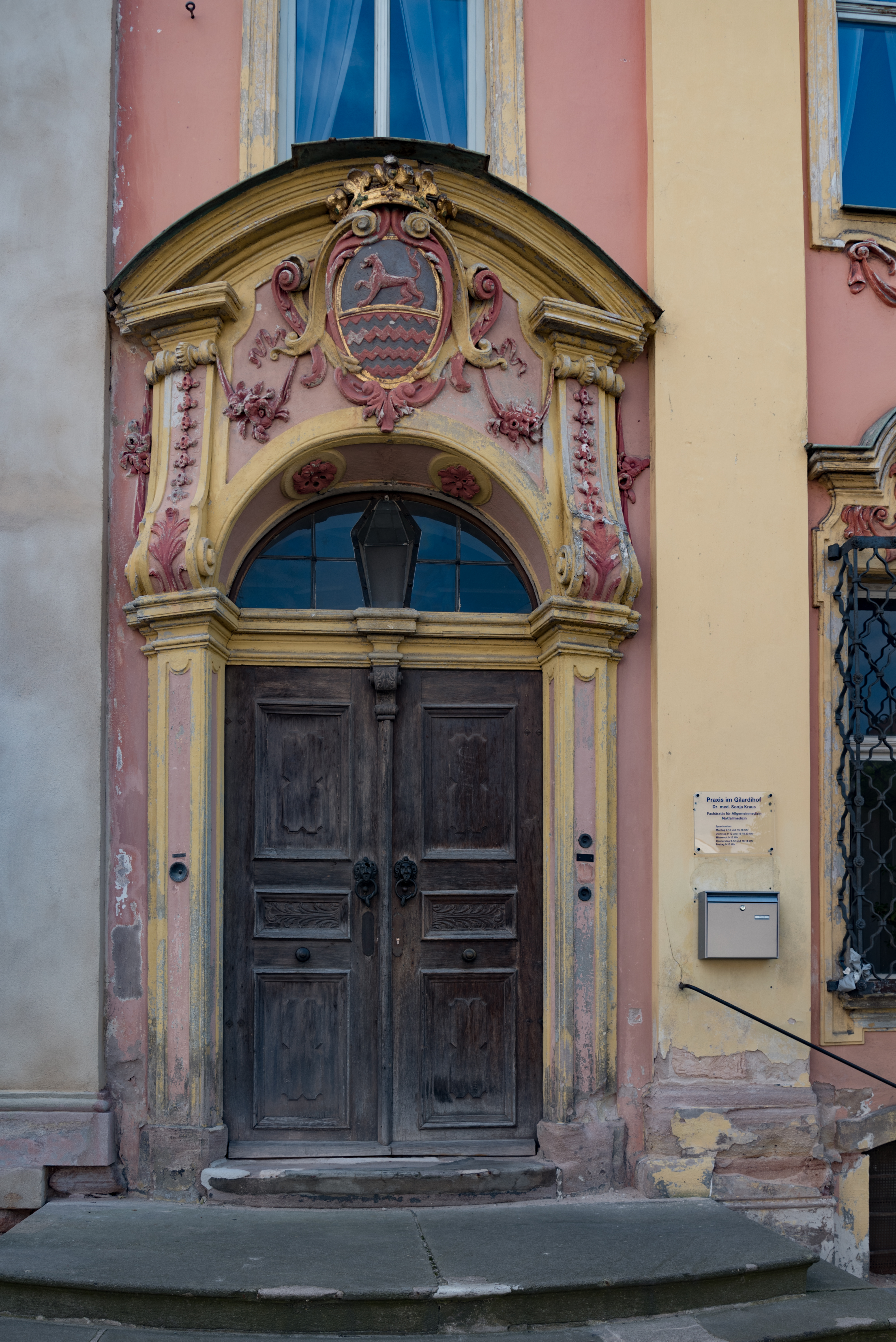
Portal

Das sogenannte Gilardihaus in Allersberg, einer Marktgemeinde im mittelfränkischen Landkreis Roth in Bayern, wurde von 1723 bis 1728 durch den Baumeister Gabriel de Gabrieli errichtet. Das ehemalige Herrenhaus der Leonischen Fabrik Gilardi am Marktplatz 20 ist ein geschütztes Baudenkmal.
Der zweigeschossige barocke Putzbau mit reichem Stuckdekor, Mansardwalmdach, Dachreiter und Mittelrisalit hat eine Pilastergliederung sowie einen Dreiecksgiebel mit Uhr.
Die Rückgebäude, die um einen Hof gruppiert sind, enthalten Fabrikräume der ehemaligen Drahtfabrik.
Im Jahr 2006 kaufte die Gemeinde Allersberg das Gebäude. Es ist nach der Generalsanierung eine öffentliche und gewerbliche Nutzung vorgesehen.